# Управление на потока на подаване на данни
Управление на потока на подаване на данни (на английски: flow control) е процесът на управление на степента на предаване на данни между два възела, за да се предотврати момент, в който един бърз подател да изпревари бавния получател. Той обезпечава механизъм за получателя да контролира скоростта на предаване, така че получаващият възел да не бъде затрупан с данни от предаващия възел. Flow control-ът трябва да бъде различаван от конгестивния контрол, който се използва за контролиране потока на данни по техния път, когато настъпи претрупване . Flow control механизмът може да се класифицира според това дали получаващият възел изпраща сигнали за обратна връзка към изпращащия възел или не.